# Набиране
Набирането е физическо упражнение за горната част на тялото, при което същото, окачено на ръцете се изтегля нагоре.

## Техника
Упражнението започва с изпънати ръце над главата, хващайки лост за набиране. След това тялото се издърпва нагоре чрез ръцете, при което лактите се огъват, а раменете се разширяват, докарвайки лактите до торса. Упражнението се счита за завършено, когато гърдите, брадичката или врата докоснат пръта. Следва обратно движение, при което ръцете се изпъват в лактите, а тялото се спуска надолу, след което упражнението може да се повтори.

## Вариации
Съществуват много различни варианти за изпълнение на това упражнение, включително на висилка или на успоредка, с една или с две ръце, със или без тежест, с крака отпуснати надолу, свити в колената или изпънати напред, както и силово набиране.
Стандартното набиране се извършва на лост, за който двете ръце са захванати в надхват (с длани обърнати напред) или в подхват (с длани обърнати назад). Съществува и смесено (кръстосано) захващане, при което едната ръка е в надхват, а другата в подхват. Хватът може да е още на ширината на раменете, по-широк или по-тесен, включително и максимално тесен, при който ръцете са допрени една в друга. При издърпването нагоре главата може да минава пред лоста (набиране зад врата) или зад него, докато брадичката го опре или мине над него.
Всички тези варианти могат да направят упражнението по-трудно за изпълнение или да ограничат обхвата на движение.

## Мускули
При това упражнение се използват много различни мускули в горната част на тялото, но най-вече широкия гръбен мускул (m. latissimus dorsi) и бицепса (m. biceps brachii).
Други мускули, които също се натоварват макар и в по-малка степен са:
- Делтовиден мускул (m. deltoideus)
- Голям гръден мускул (m. pectoralis major)
- Малък гръден мускул (m. pectoralis minor)
- Мишничен мускул (m. brachialis)
- Триглав мишничен мускул (m. triceps brachii)
- Клюно-мишничен мускул (m. coracobrachialis)
- Трапецовиден мускул (m. trapezius)
- Прав коремен мускул (m. rectus abdominis)
- Външен кос коремен мускул (m. obliquus externus abdominis)
- Голям объл мускул (m. teres major)
- Малък объл мускул (m. teres minor)
- Подгребенов мускул (m. infraspinatus)
- Мишнично-лъчев мускул (m. brachioradialis)
- Дълбок сгъвач на пръстите (m. flexor digitorum profundus)
- Повърхностен сгъвач на пръстите (m. flexor digitorum superficialis)
- Дълъг сгъвач на палеца (m. flexor pollicis longus)
- Къс сгъвач на палеца (m. flexor pollicis brevis)
- Повдигач на лопатката (m. levator scapulae)
- Вътрешен кос коремен мускул (m. obliquus internus abdominis)
- Ромбоидни мускули (mm. rhomboidei)

## Рекорди на Гинес
В книгата на Гинес са вписани няколко рекорда за брой най-много набирания в надхват, а именно:
- 78 за 1 минута от Бен Адамс през 2019 г.[2]
- 1124 за 1 час от Джанис Снарес през 2018 г.[3]
- 3893 за 6 часа от Ян Карес през 2018 г.[4]
- 5742 за 12 часа от Андрю Шапиро през 2016 г.[5]
- 7600 (мъже) и 3737 (жени) за 24 часа, съответно от Джон Орт[6] и Ева Кларк[7] през 2016 г.